# Two Worlds (album, The Aschere Project)
Two Worlds je ambientní rockové album od The Aschere Project, kolaborace Davea Daviese z The Kinks a jeho syna Russe Daviese. Album bylo nahráno v roce 2010 a vydáno na začátku roku 2011 u Modus Records.

## Seznam skladeb
| Pořadí | Název                   | Délka |
| ------ | ----------------------- | ----- |
| 1.     | Blessed Of All Nights   | 05:17 |
| 2.     | Two Worlds              | 05:24 |
| 3.     | Love Will Change        | 05:22 |
| 4.     | Remember Me             | 04:46 |
| 5.     | I'll Get By             | 05:51 |
| 6.     | We Can Do This Together | 06:11 |
| 7.     | Echo                    | 03:43 |
| 8.     | We Are Your Ancestors   | 04:15 |
| 9.     | Mirrors                 | 02:35 |
| 10.    | Valley Of The Shadows   | 05:40 |
| 11.    | The Kakshisa Cipher     | 02:57 |

## Obsazení
- Dave Davies – producent, hlavní umělec
- Russ Davies – producent, hlavní umělec